# Ahmed Adams
Ahmed Adams (sinh ngày 6 tháng 3 năm 1993) là một cầu thủ bóng đá người Ghana thi đấu cho Berekum Chelsea tạiGiải bóng đá ngoại hạng Ghana. Anh thi đấu ở vị trí hậu vệ. Năm 2013, huấn luyện viên Sellas Tetteh triệu tập anh vào đội tuyển U-20 Ghana tham dự Giải vô địch bóng đá trẻ châu Phi 2013 ở Algérie. Anh thi đấu một trận trong giải đấu.
Adams từng thi đấu cho Berekum Chelsea ở Giải bóng đá ngoại hạng Ghana.